# Elektronisch papier

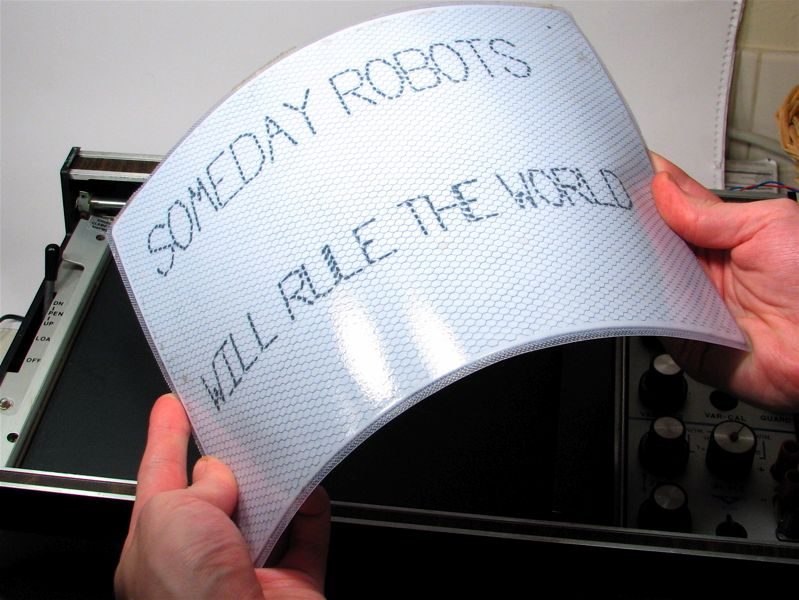
Elektronisch papier

Elektronisch papier of e-papier is een informatiedrager waarbij zonder elektrische stroom de tekst zichtbaar blijft dankzij digitale inkt (de pixels zijn bistabiel). Het verschil met gewoon papier is dat de tekst op het elektronisch papier gewist en herschreven kan worden.
Veel eReaders hebben een elektronisch-papier-scherm.

## Technologie
Er zijn verschillende manieren om elektronisch papier te ontwikkelen. Bij de bekendste technologie is het elektronisch papier gemaakt van een geleidend plastic. Dit plastic bevat vele kleine bollen die reageren op een elektrische lading. Hierdoor kan een pagina veranderd worden zoals de pixels op een beeldscherm. Andere gebruikte technologieën zijn onder andere een aangepaste vorm van lcd-schermen en elektrochromische beeldschermen.

## Voor- en nadelen t.o.v. andere beeldschermen
Elektronisch papier heeft voor- en nadelen t.o.v. andere beeldschermen. Elektronisch papier zendt zelf geen licht uit, maar reflecteert het, net als gewoon papier. Volgens sommigen is dit minder vermoeiend voor het menselijk oog en bovendien is het scherm bij fel licht (in de zon) ook goed leesbaar. Voordelen van elektronisch papier zijn ook dat het flexibel kan zijn, licht is en bistabiel is. Dit betekent dat het alleen stroom verbruikt wanneer er geschakeld wordt naar nieuwe informatie op de display. Zo kan een weergave jaren op een display blijven staan zonder dat er energie toegevoerd wordt. Contrasten van gewoon papier kunnen met elektronisch papier ook behaald worden. De kijkhoek is behoorlijk groot, onder een hoek van 170 graden is de tekst nog goed te lezen.
Een nadeel is dat veranderingen in het beeld traag gaan, waardoor vlot bladeren, scrollen, in- en uitzoomen en pointers niet mogelijk zijn. Net als bij papier is voor het lezen extern licht nodig.
Elektronisch papier is dus vooral geschikt voor het uitgebreid lezen/bekijken van een bladzijde tekst of een afbeelding die goed leesbaar op het scherm past, en minder voor een kaart, diagram of tabel die daarvoor te groot is zodat men veel moet scrollen en inzoomen. Ook is het handig om te weten op welke bladzijde men moet zijn (of dit door het apparaat laat onthouden) zodat men daar zonder bladeren rechtstreeks naartoe kan gaan.

## Geschiedenis
Elektronisch papier is in de jaren zeventig voor het eerst ontwikkeld door Nick Sheridon bij Xerox. Het eerste elektronische papier, genaamd Gyricon, bestond uit kleine statisch geladen bollen. Deze bollen waren aan de ene kant zwart en aan de andere kant wit. De tekst op het papier werd veranderd onder invloed van een elektrisch veld. Dit veld zorgde ervoor dat de bollen met de zwarte kant naar boven of naar onder gingen.
In de jaren negentig werd er een ander soort elektronisch papier uitgevonden door Joseph Jacobson. Dit maakte gebruik van microcapsules die gevuld zijn met elektrisch geladen witte deeltjes die zijn opgelost in een gekleurde olie. De eerste versies waren gebaseerd op elektroforese. De onderliggende elektronische schakelingen bepaalden of de deeltjes bovenaan de capsule kwamen, waardoor het papier op die plek wit werd, of onderaan de capsule, waardoor het papier de kleur van de olie kreeg.
In 1997 richtte Jacobson het bedrijf E Ink op om elektronisch papier commercieel te ontwikkelen. Elektronisch papier werd in 1999 voor het eerst commercieel gebruikt voor een reclamescherm in een warenhuis. E Ink ontwikkelde een verbeterde versie, waarbij de witte deeltjes in gekleurde olie vervangen werden door zwarte en witte deeltjes in een doorzichtige olie.
In april 2004 kondigde Sony de eerste commercieel beschikbare elektronisch papier apparatuur aan, de Sony LIBRIé EBR-1000EP. Deze is inmiddels opgevolgd door de Sony Reader.
In Nederland kwam de firma iRex Technologies, een spin-off van Philips, in april 2006 met de op de E ink-technologie gebaseerde reader iLiad. Krap twee jaar later verscheen NRC Handelsblad als eerste Nederlandse krant hierop. De krant op elektronisch papier kreeg de naam ePaper.
De Amazon Kindle van de online boekenverkoper Amazon.com werd in november 2007 op de Amerikaanse markt gebracht met 88000 beschikbare digitale boeken. In 2007 en de jaren erna volgden ook vergelijkbare initiatieven in diverse Europese landen.

## Toekomst
Elektronisch papier is vooral makkelijk voor mensen die veel van beeldscherm moeten lezen. Maar er zijn ook grote verwachtingen op het gebied van het vervangen van gedrukt (kranten)papier en voor het gebruik er van voor schoolboeken en handboeken. De voordelen zijn, naast een handig, licht formaat, de grote opslagcapaciteit en de snelle gemakkelijke aanpassing van de inhoud. Een bijkomend voordeel is, dat er aantekeningen op het apparaat kunnen worden gemaakt die kunnen worden omgezet in gedrukte tekst.